# ゲーリー・モリワキ
ゲーリー・シュンイチ・モリワキ（Gary Shunichi Moriwaki、漢字表示：森脇・ゲーリー・俊一、1948年 - ） は、アメリカ合衆国の日系人弁護士である。

## 教育
1973年コロンビア大学法学部卒、1976年ブルックリン・ロースクール修了(法務博士)。

## 経歴
日系米国人社会の重鎮の一人であり、日本の多国籍企業の顧問弁護士、2005年長野県で開催されたスペシャルオリンピックス冬季大会組織委員長を務め日米の友好の懸け橋を担ってきた。
これまで様々な慈善組織において、慈善事業への寄付金の募集、民間慈善団体の設立と運営を行ってきた。このほかニューヨーク日系人会元会長、全米日系人博物館理事、アジア系アメリカ人連盟の副議長、日米評議会の元副議長を歴任。このほか米国医学会、アーサーミラー財団理事、ジャパン・ソサエティの理事も勤める。秋篠宮眞子内親王の婚約予定者（当時）で留学中の小室圭を献身的に支援した。
これらの功績が日本国政府により認められ2019年1月旭日小綬章を授与されている。

## 人物
太平洋戦争中、父親のミノルと母親のハナは日系人強制収容所に収容され辛酸を嘗めた。戦後はまだ日系人に対する差別の残る米国社会で苦労しながら子供たちを育て上げ、高等教育を受けさせるべく努めた。ゲーリー自身はこうした両親の期待に応えようと刻苦勉学に励み、アイビーリーグのコロンビア大学に進学し弁護士になっている。こういった自身の体験から、単身米国に渡り苦学しながら弁護士を志す法律事務員の小室圭に共感し、支援してきた。法律家としては日本の奧野善彦と共に小室圭に対する理解者でありアドバイザーである。